# Rudzienko (gmina)
Rudzienko (od 1973 Dobre) – dawna gmina wiejska istniejąca do 1954 roku w woj. warszawskim. Nazwa gminy pochodzi od wsi Rudzienko, lecz siedzibą władz gminy była Dobra (po wojnie Dobre).
Początkowo gmina Rudzienko należała do powiatu radzymińskiego. 22 marca 1916 generał-gubernator warszawski zarządził o likwidacji powiatu i tak 1 kwietnia 1916 gminę Rudzienko przyłączono do nowo utworzonego powiatu mińskomazowieckiego.
W 1919 r. reaktywowano powiat radzymiński i gmina ponownie weszła w jego skład. 1 czerwca 1919 r. gmina została wyłączona z powiatu radzymińskiego i przyłączona do powiatu mińskiego w woj. warszawskim.
1 kwietnia 1930 roku dokonano zmiany granicy gmin Czarnogłów i Rudzienko; do gminy Czarnogłów przyłączono wsie Strzebula, Żebrówka i Nart z gminy Rudzienko, a do gminy Rudzienko wieś Duchów z gminy Czarnogłów. Tym samym wyrównała się wschodnia, dotychczas bardzo kręta, granica gminy Rudzienko.
1 kwietnia 1939 roku do gminy Rudzienko przyłączono część obszaru zniesionej gminy Czarnogłów (gromady Czarnogłów, Kamionka i Wólka Czarnogłowska), natomiast część obszaru gminy Rudzienko przyłączono do gminy Stanisławów (gromadę Ołdakowizna oraz folwark Poręby Leśne z gromady Poręby Nowe).
Po wojnie gmina zachowała przynależność administracyjną. 1 lipca 1952 roku do gminy Rudzienko przyłączono część obszaru gminy Strachówka (gromady Drop, Ruda-Pniewnik, Rynia i Wólka Kobylańska).
Według stanu z 1 lipca 1952 roku gmina składała się z 38 gromad: Adamów, Antonina, Brzozowica, Czarnogłów, Dobre Nowe, Dobre Stare, Drop, Duchów, Gęsianka Borowa, Głęboczyca, Grabniak, Kamionka, Kobylanka, Makówiec Duży, Makówiec Mały, Marcelin, Mlęcin, Nowa Wieś, Osęczyzna, Poręby Nowe, Poręby Stare, Rakówiec, Rąbierz, Rąbierz kol., Ruda-Pniewnik, Rudno, Rudzienko, Rynia, Sąchocin, Sołki, Świdrów, Walentów, Wola Polska, Wólka Czarnogłowska, Wólka Kobylańska, Wólka Kokosia, Wólka Mlęcka i Zdrojówki.
Jednostka została zniesiona 29 września 1954 roku wraz z reformą wprowadzającą gromady w miejsce gmin. Po reaktywowaniu gmin z dniem 1 stycznia 1973 roku gminy Rudzienko nie przywrócono, utworzono natomiast jej terytorialny odpowiednik, gminę Dobre.